# Vărbica
Vărbica (in bulgaro Върбица?) è un comune bulgaro situato nella regione di Šumen di 14 638 abitanti (dati 2009). La sede comunale è nella località omonima.

## Località
Il comune è formato dall'insieme delle seguenti località:
- Božurovo
- Bjala reka
- Černookovo
- Ivanovo
- Kjolmen
- Konevo
- Krajgorci
- Lovec
- Malomir
- Mengiševo
- Metodievo
- Nova Bjala reka
- Stanjanci
- Sušina
- Tušovica
- Vărbica (sede comunale)